# SCORM
 ()，譯做共享內容物件參考模型或共享元件參照模式，由整合各個學習標準制定而成。對數位內容教材的製作、內容開發提供一套共通的規範。ADL計畫的主旨是在美國聯邦政府各個部門、企業、軍事、教育和培訓機構之間協同合作，為模組化網上教育內容和有關的工具創造業務和市場。美國政府在訂定SCORM時，特別強調不再重新研發輪子（Don't reinvent the wheel）。意思是不會提出新的規格，而是把重點擺在提出整合現有E-learning規範的架構模型。SCORM的演進由SCORM 1.0、SCORM 1.1、SCORM 1.2到SCORM 2004。
SCORM的实际内容包括内容包装模型（CAM），运行时环境支持（RTE）和排序与导航（SN）部分。三个部分呈层层递进关系，CAM模型是实现SCORM的最基本要求，现在主要的网络课程比如美国的BlackBoard、中国北京师范大学开发的4A、webcl等网络教学平台均已经支持CAM模型规范；而RTE建立在SCORM的内容包装模型基础之上，实现了对学习者过程性信息的采集和记录，为进一步实现排序和导航提供了基础；SN部分是SCORM最后提出的规范，然而因为其技术实现的复杂性和脱离真正的人类认知和教学设计情况，现在没有完全支持SN规范的网络教学平台。
SCORM事实上是教学设计、自适应学习等诸多教育理念跟计算机软件技术，尤其是分布式服务技术紧密结合的产物，其提供的学习者数据模型成为诸多网络平台所遵循的实际规范，是教学设计领域的里程碑式贡献！
它具有以下四項主要的功能：
1. 可重複使用性（Reusability）：
同樣的教材可以不去修改或經過稍微的修改，即可在不同地方重複去使用這份符合標準的教材，也可以輕易地合併教材於其他系統，或其他的教學內容。
2. 容易取得教材（Accessibility）：
透過這個標準的平台，學習者可以很容易的透過Internet網路或區域網路去存取教材，不受時間及空間的限制，輕易在本地或是遠端讀取課程的資訊或內容，進而達到學習的目的。
3. 教材的可互通性（Interoperability）：
因為SCORM的教材設計時，都遵循一個共同的標準設計出來的，因此教材可在不同平台上呈現出來，亦可透過不同的工具重新編輯。
4. 教材的持續性（Durability）：
教材不會因為科技進步或標準異動而無法使用，也就是真的具有良好的相容性。